# جبل بير سبرينج
جبل بير سبرينج، هو جبل يقع في جبال كاتسكيل بولاية نيويورك، جنوب والتون، نيويورك.